# Aida (fartyg)
Aida är ett fartyg byggd för Walleniusrederierna. Hon är 199 meter lång, 32,3 meter bred och har 11 meters djupgående. Aida är systerfartyg med Otello.